# Quercus martinezii
Quercus martinezii är en bokväxtart som beskrevs av Cornelius Herman Müller. Quercus martinezii ingår i släktet ekar, och familjen bokväxter. IUCN kategoriserar arten globalt som livskraftig. Inga underarter finns listade.